# Oleg Gerassimowitsch Peressypkin
Oleg Gerassimowitsch Peressypkin (russisch Олег Герасимович Пересыпкин, wiss. Transliteration Oleg Gerasimovič Peresypkin; * 12. August 1935 in Baku, Aserbaidschanische SSR) ist ein sowjetischer und russischer Diplomat.

## Lebenslauf
Oleg Gerassimowitsch Peressypkin absolvierte ein Studium an dem Staatlichen Moskauer Institut für Internationale Beziehungen im Jahre 1959. Oleg Peressypkin ist Scientiae Doctor (D. Sc.) seit 1981 und Professor.
Von 1980 bis 1984 war er sowjetischer Botschafter in der Jemenitischen Arabischen Republik, von 1984 bis 1986 Botschafter in Libyen, von 1986 bis 1993 hatte er den Posten des Rektors der Diplomatischen Akademie des Außenministeriums der Sowjetunion (später der Russischen Föderation) inne.
Von 1996 bis 1999 war Peressypkin russischer Botschafter im Libanon.
Seit 1982 ist Peressypkin Mitglied des Schriftstellerverbandes der UdSSR. Peressypkin ist der Vorsitzende der Russischen Gesellschaft für Freundschaft, geschäftlicher und kultureller Mitwirkung mit dem Libanon. Von 1989 bis 2001 stand Peressypkin der Imperialen Orthodoxen Palästinensischen Gesellschaft vor.

## Ansichten
Oleg Peressypkin ist der Meinung, dass kein Massenmord im Laufe des Aufstandes in Libyen 2011 begangen worden sei und dass es keine gegen das Volk gerichtete Kriegshandlungen gegeben habe. Die von dem Sicherheitsrat der Vereinten Nationen getroffenen Entscheidungen und Resolutionen, so Peressypkin, fußen auf der von den westlichen Nachrichtenagenturen verbreiteten Information.

## Auszeichnungen
- Orden der Völkerfreundschaft
- Orden des Heiligen Daniil von Moskau

## Werke
- «В горах Южной Аравии» — М., 1963 (Mitverfasser).
- «Иракская нефть» — М., 1969.
- «Йеменская революция 1962—1975 гг.: Проблемы и суждения» — М., 1979.
- «На ближневосточных перекрестках» — М., 1979 (Erste Ausgabe), 1983 (Zweite Ausgabe).
- «Восточные узоры» — М., 1984.
- «Из дальних странствий возвратясь...» — М., 2010